# Matsukawa (Kitaazumi)
Matsukawa (松川村 Matsukawa-mura?) es una villa en la prefectura de Nagano, Japón, localizada en la parte central de la isla de Honshū, en la región de Chūbu. El 1 de marzo de 2021 tenía una población estimada de 9612 habitantes y una densidad de población de 204 personas por km².

## Geografía
Matsukawa se encuentra en el noroeste de la prefectura de Nagano, en la meseta de Azumidaira, bordeada por las montañas Hida al norte y al oeste.

## Historia
El área de la actual Matsukawa era parte de la antigua provincia de Shinano y era parte del territorio controlado por el dominio Matsumoto bajo el shogunato Tokugawa en el período Edo. La villa moderna de Matsukawa se estableció el 1 de abril de 1889.

## Demografía
Según los datos del censo japonés, la población de Matsukawa ha aumentado constantemente en los últimos 50 años.
| Gráfica de evolución demográfica de Matsukawa entre 1940 y 2015 |
|                                                                 |
| Oficina de Estadísticas de Japón                                |

## Ciudades hermanas
- Lukang, Changhua, Taiwán.[7]